# Ragnhild Vassvik Kalstad
Ragnhild Vassvik Kalstad (født 21. juni 1966) er en norsk politiker for Arbeiderpartiet. Hun var statssekretær fra 2012 til 2013 og borgmester (fylkesordfører på norsk) i Finnmark fra 2017 til 2019.
Fra 2012 til regeringsskiftet i 2013 var hun statssekretær for samiske spørgsmål og nationale minoriteter i Fornyings- og administrasjonsdepartementet. I 2015 blev hun valgt til viceborgmester (varafylkesordfører) i Finnmark fylkesting, og i 2017 blev hun valgt til borgmester (fylkesordfører) etter den siddende fylkesordfører Runar Sjåstad blev valgt ind i Stortinget. Hun har også siddet flere år i kommunalbestyrelsen og formandskabet i Karasjok kommune.
Vassvik Karlstad er opvokset i Gamvik, men har boet mange år i Karasjok. Før hun blev statssekretær arbejdede hun som afdelingsleder ved Senter for samisk helseforskning ved Universitetet i Tromsø.